# اچ‌ام‌اس فرت (۱۹۱۱)
اچ‌ام‌اس فرت (۱۹۱۱) (به انگلیسی: HMS Ferret (1911)) یک کشتی بود که طول آن ۷۵ متر (۲۴۶ فوت) بود. این کشتی در سال ۱۹۱۱ ساخته شد.